# Cortinarius zosteroides
Cortinarius zosteroides är en svampart som beskrevs av P.D. Orton 1983. Cortinarius zosteroides ingår i släktet Cortinarius och familjen spindlingar.   Inga underarter finns listade i Catalogue of Life.